# Leptogenys hodgsoni
Leptogenys hodgsoni is een mierensoort uit de onderfamilie van de Ponerinae. De wetenschappelijke naam van de soort is voor het eerst geldig gepubliceerd in 1900 door Forel.